# Butler Rocks
Le Butler Rocks (in lingua inglese: Rocce Butler) sono due nunatak, picchi rocciosi isolati, alti 910 m e situati 5 km a 
sudovest del Vanguard Nunatak, nella parte settentrionale del Forrestal Range dei Monti Pensacola, in Antartide. 
I due picchi sono stati mappati dall'United States Geological Survey (USGS) sulla base di rilevazioni e foto aeree scattate dalla U.S. Navy nel periodo 1956-66.
La denominazione è stata assegnata dall'Advisory Committee on Antarctic Names (US-ACAN) in onore di William A. Butler, studioso di scienze dell'atmosfera presso la Stazione Ellsworth nell'inverno del 1957.